# Château de Volturara Irpina
Le château de Volturara Irpina est une structure médiévale de défense du XIIe siècle située sur la commune de Volturara Irpina, province d'Avellino en Campanie,.

## Historique et description
L'histoire du château remonte au XIIe siècle, lorsqu'il fut construit comme fortification défensive par les Normands. Au fil des siècles, elle a fait l'objet de nombreuses transformations et agrandissements, représentant un point stratégique important de contrôle du territoire environnant.
La propriété est située au sommet d'une colline. Le château s'étend sur différents niveaux, avec une façade principale en pierre et des tours de défense qui dominent le paysage environnant. L'entrée du château se caractérise par un imposant arc en pierre, par lequel on accède à une cour intérieure, avec des tours d'angle. Actuellement, seules les ruines restent visibles.